# 黑客帝国动画版
《黑客帝国动画版》（英語：The Animatrix）是由電影版導演華卓斯基兄弟製作的一部动画。該動畫补充了黑客帝国系列電影的背景故事，由来自日本、韩国、美国三国7位顶尖的动画制作人制作的9段各自独立的动画组成。在2003年6月於美國上映，上映時間介於《駭客任務》三部曲第2集和第3集之間。

## 制作
当沃卓斯基兄弟在日本展示首部黑客帝国电影时，便准备启动Animatrix计划。在日本时，他们拜访了一些在动画电影行业有重大影响力的创作者，并决定与他们合作。
Animatrix由沃卓斯基兄弟构思并监督，他们撰寫了四集的剧本，其中大部分關於技术层面的指导由日本动画界顶尖人物完成。
Animatrix的英语版本由Jack Fletcher执导，他也聘请了为史克威尔艾尼克斯的《最终幻想X》（FINAL FANTASY X）英文版配音的Matt McKenzie、James Arnold Taylor、John DiMaggio、Tara Strong、Hedy Burress和Dwight Schultz出演。
尼欧和崔妮蒂也出现在动画中，他们的配音依然是基努·里维斯和凯莉-安·摩絲。

## 主要工作人員
- 製作／沃卓斯基兄弟
- 監製／Joel Silver
- 製片／Michael Arias‧竹內宏彰‧田中栄子
- 音效設計／Eddie Kim
- 視覺特效／Sergio Garcia Abad
- 音響監督／Jack Fletcher
- 音樂／Don Davis[2]

## 章节简介
以下依播放顺序排列。
〈歐西里斯號最後航程〉（Final Flight of the Osiris，9:00）
- 編劇／沃卓斯基兄弟
- 導演／Andy Jones
- 美術監督／タニ‧クニタケ(Tani Kunitake)
- 概念設計／中沢一登
- 製作／SQUARE USA, INC.
- 剧情：来到地表的 Osiris 号战舰发现了机器帝国准备用巨大的钻头穿透地层进攻锡安，战舰因此受到大批机器乌贼的围攻，在战舰沉没的最后一刻，一位连入母体的 Osiris 号的船员成功将这一情报传送给了锡安的人类反抗军。实际上为《黑客帝国2：重装上阵》的前奏。

〈第二次文藝復興〉上‧下（Second Renaissance Part 1 & 2，各8:23）
- 編劇／沃卓斯基兄弟
- 導演‧機械設定／前田真宏
- 其餘機械設定／ミヤオヨシカズ、村田蓮爾
- 其餘造型設計／小林誠
- 人物設定‧作畫監督／前田真宏、二村秀樹
- 美術監督／森川篤
- ＣＧＩ監督／齊藤亞規子
- 製作／STUDIO 4℃
- 剧情：人类社会极度发展，生产出极大规模的机器人劳工，但拥有灵性的机器人并未同步获得相应的人权，它们尝试反抗和抗议，却被屠杀、放逐乃至种族灭绝。被驱逐的机器人在人迹罕至的沙漠中独立建立了自称为01的机器帝国，却因为其快速发展对人类经济造成的冲击而遭到制裁与封锁，对此，机器尝试派出大使参加联合国，实现与人类国家关系正常化。但畏惧机器帝国发展潜力的人们拒绝了和平相处的建议，并最终发动了对01的大规模进攻乃至核武轰炸。这场战争最终以人类的惨败和文明的终结为结果。因为战争中人类遮蔽了天空，断绝了机器们的太阳能，机器转而利用残存人类作为生物电池，机器与人类新的共生关系诞生了。这段叙事自称来自锡安的资料库，但值得注意的是，电影中明确得知锡安曾经被摧毁多次，不可能有什么可靠的资料库，因此所谓的历史也可能是机器以胜利者的视角所书写的历史。

〈少年故事〉（Kid's Story，8:55）
- 原案／沃卓斯基兄弟
- 編劇‧導演／渡邊信一郎
- 人物設定‧作畫監督／橋本晋治
- 美術監督／淺井和久
- ＣＧ監督／村上浩
- 製作／STUDIO 4℃
- 剧情：一位少年常在梦中梦到自己从高楼坠落，他困惑于为何梦境常常比现实更加真实，母体的特工意识到他即将意外觉醒而来追捕他，少年在逃跑中果然从高楼一跃而下——他被尼奥等人救下，从此摆脱了母体的控制。

〈程序〉（Program，7:04）
- 編劇‧導演／川尻善昭
- 人物設定‧作畫監督／箕輪豐
- 機械設定／小池健
- 美術監督／青木勝志
- 製作／MADHOUSE
- 剧情：一男一女两位觉醒者在模拟环境中进行格斗训练，男方试图劝说女方放弃觉醒者的生活，和他一起回归母体之中，女方在绝望中杀死了男方，但她醒来才明白这不过是训练程序的一部分。

〈世界記錄〉（World Record，8:29）
- 編劇／川尻善昭
- 導演‧人物設定‧作畫監督／小池健
- 設定製作／山本沙代
- 製作／MADHOUSE
- 剧情：许多人是因为高度的敏感和怀疑从而感受到母体的虚假，最终成为觉醒者的，但有些人不是。一位创造了世界纪录的黑人运动员在不断突破自己身体极限的过程中，一度挣脱了母体对他的控制。故事结尾是开放式的，他最终是徒劳无功还是彻底觉醒不得而知。

〈超越〉（Beyond，12:48）
- 導演‧編劇‧人物設定／森本晃司
- 人物設定‧作畫監督／本田雄
- 美術監督／Katsu Nozaki
- ＣＧ監督／廣田裕介
- 製作／STUDIO 4℃
- 剧情：母体中有一小块区域因为系统的不稳定，表现出各种不符合规律的异常现象，因此被常来此游玩的孩子们称为“鬼屋”，最终母体派遣人员彻底封锁并修复了这一区域，但是怀疑的种子种在了来过这里的人们心中。

〈偵探故事〉（A Detective Story，9:23）
- 編劇‧導演／渡邊信一郎
- 人物設定‧作畫監督／恩田尚之
- 場景設計／今掛勇
- 機械設定‧螢幕顯示設計／佐山善則
- 美術監督／福留喜一
- ＣＧ監督／本拓馬
- 製作／STUDIO 4℃
- 剧情：一位侦探被雇佣寻找一名叫做崔妮蒂的黑客的踪迹，在见到崔妮蒂后他才知道自己的记忆被篡改了，于不知情中被植入了跟踪装置，因此追杀崔妮蒂的特工也立刻赶到了，两人逃跑时，崔妮蒂发现侦探的身体即将被特工入侵。她只得开枪打伤了侦探。侦探表示自己并不怪她。侦探就像绝大多数普通人一样，虽然他们可能都有自己独到的一面，甚至隐约触摸到“玻璃”的存在，但终究没有强大到拥有穿透“玻璃”的力量。

〈變節〉（Matriculated，16:00）
- 導演‧編劇‧人物設定‧作畫監督／鄭根植（Jeong Geun-Sik=Peter Chung，譯音）
- 機械設定／鄭根植·靏山修
- 美術監督／金承錫（SUNG-SIK KIM，譯音）
- 製作／DNA
- 剧情：一些反抗军成员诱捕了许多机器人，试图与机器人的意识连线并与它们交流。他们相信机器人也能理解人类的感情，并转而帮助人类反抗母体的统治，但最终人类在恐慌中还是无法克服对机器的恐惧，而令机器无法和人类取得相互的信任。

## 角色
B1-66ER
B1-66ER是动画版中出场的一个机器人角色。该角色因为拒绝被主人停机而杀死了他的主人，而在被为此裁决销毁之前他抗辩道自己的行为是正当防卫，这一事件后来掀起了一场机器人与人类之间、人类与人类之间的大争论，进而发展成了第一次人机战争。他的戏份很少，只有1分钟左右，但是他的意义非凡，因为他是第一个“蓄意杀死他人”的机器。
歐西里斯號（Osiris）
這架艦艇在電影第二集《重装上阵》中的開頭曾被提及。由于发现机器人开始使用巨钻进攻锡安而被机器烏賊攻击，艦艇組員最终透过母體将訊息转达给锡安和尼奥等人，但自己也在机器人围歼下自爆牺牲。
Kid
Kid's Story的主角是電影第二集《重装上阵》和電影第三集《最後戰役》當中的一個重要配角。電影中未出現名字，動畫中的姓名則是Michael Karl Popper。偶然自我觉醒逃离母體。

## 影響
- 這部電影被收錄在曾主持Podcast節目「吉卜力圖書館」（Ghibliotheque）、撰寫《吉卜力電影完全指南》的廣播人兼作家麥可．里德（英語：Michael Leader）和製片兼作家傑克．康寧漢（英語：Jake Cunningham）著作的《日本經典動畫指南》（英語：The Ghibliotheque Anime Movie Guide: The Essential Guide to Japanese Animated Cinema），做為介紹日本動畫歷史80年期間30名位導演與30部經典動畫的案例[3]。